# Jardins de Vicenç Albert Ballester i Camps
Els jardins de Vicenç Albert Ballester i Camps són uns jardins del barri de Montilivi de la ciutat de Girona. Es troben al mig dels carrers de Josep Maria Corredor i Pomés, el carrer i el passatge de Maria Aurèlia Capmany, i pel mig hi passa el carrer del Puigsacalm.
El 15 de desembre del 2009, l'Ajuntament de Girona aprovà en ple posar a uns jardins del barri de Montilivi el nom del creador de l'estelada en el centenari del seu primer disseny, en compliment d'una moció presentada per ERC.
El 20 de setembre del 2014, el batlle de Girona, Carles Puigdemont i Casamajó va inaugurar l'espai juntament amb familiars de Vicenç Albert Ballester i membres de la Comissió del Centenari de la Senyera Estelada / Fundació Reeixida. En l'acte, el batlle de Girona descobrí una placa commemorativa i els presidents de les Associacions de Veïns de Montilivi i de Palau-sacosta hissaren una estelada, que domina els jardins. Finalment, la coral de Montilivi i tots els participants tancaren l'homenatge interpretant Els segadors.
Al costat dels jardins hi ha el Centre Educatiu Montilivi del Departament de Justícia de la Generalitat de Catalunya. Als jardins hi creua un carril bici de la xarxa de carrils de la ciutat de Girona i una vorera destinada al pas de vianants. Ambdós són molt utilitzats els dies feiners atès que es dirigeixen cap al Campus de Montilivi de la Universitat de Girona.